# David Gregory
Pour les articles homonymes, voir David Gregory (journaliste) et Gregory.
David Gregory ou David Gregorie (3 juin 1659-10 octobre 1708) est un mathématicien et astronome écossais.

## Biographie
Gregory naît à Aberdeen en Écosse, il est le neveu de James Gregory mathématicien et astronome lui aussi. Il étudie au Marischal College (en) de l'université d'Aberdeen de 1671 à 1675 débutant donc à l'âge de 12 ans. Ses études finies à cette université, il voyage sur le continent et visite plusieurs pays. Après son retour en Écosse en 1683 il devient professeur de mathématiques à l'université d'Édimbourg.
En 1690, durant une période de trouble politique et religieux en Écosse il part en Angleterre ou en 1691 il est élu professeur savilien d'astronomie à Oxford en grande partie grâce à l'influence de Newton. La même année il devient membre de la Royal Society.
Gregory est compté parmi les fervents soutiens d'Isaac Newton, il est le premier dont les élèves sont versés dans les nouvelles théories de Newton. Son influence permet à ces théories d'être répandu en Écosse avant même d'atteindre une large acceptation en Angleterre. Il soutient aussi Newton dans sa controverse avec Leibniz sur la paternité du calcul infinitésimal.
Il est le père de l'universitaire David Gregory.

## Ouvrages
- Exercitatio geometria de dimensione curvarum en 1684, sur les séries infinis,
- Catoptricae et dioptricae sphericae elementa en 1695, sur l'optique,
- Astronomiae physicae et geometricae elementa en 1702, une vulgarisation des théories de Newton.

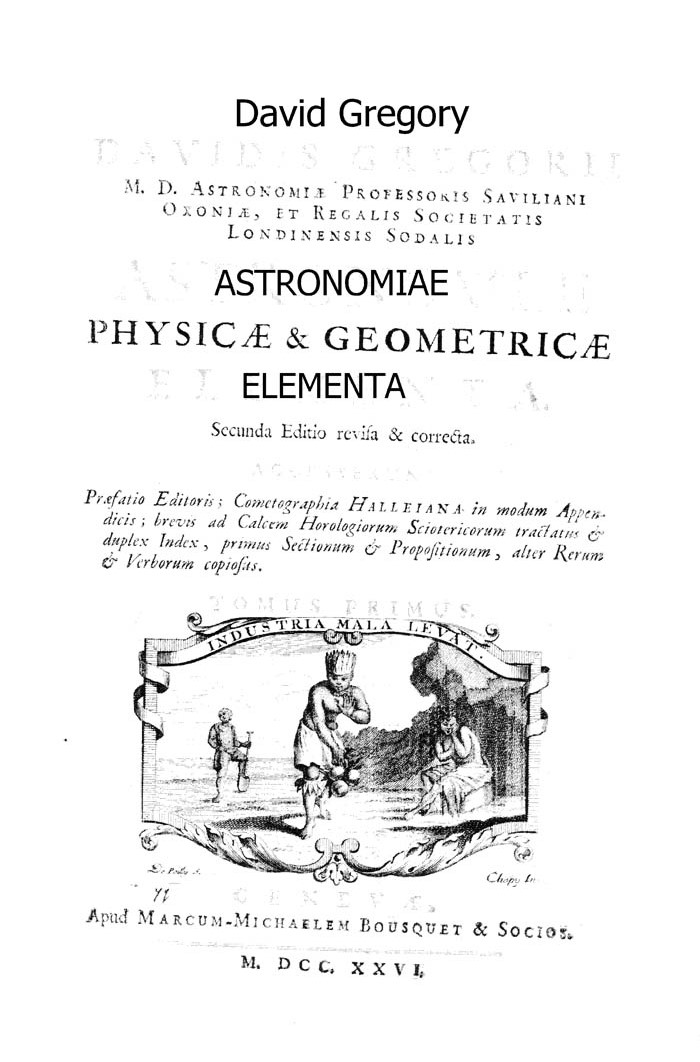
Astronomiae physicae et geometricae elementa, 1726